# Micheline Pelzer
Micheline Pelzer (Luik, 11 juli 1950 – Parijs, 4 oktober 2014) was een Belgische jazzdrummer. Ze was de dochter van de Belgische saxofonist Jacques Pelzer en een pionier als vrouwelijke drummer in de jazzwereld. Gedurende haar carrière speelde ze met talrijke gerenommeerde musici en was ze betrokken bij verschillende invloedrijke projecten binnen de jazzscene.

## Biografie
Pelzer begon haar professionele muzikale carrière in 1968 in Parijs, waar ze samenwerkte met de saxofonist Barney Wilen. In 1969 trad ze op in Rome met de Post Free Big-Band van Steve Lacy. Later dat jaar speelde ze op het Festival de Liège, waar ze werd opgemerkt door Wayne Shorter, destijds saxofonist bij Miles Davis. In 1970 nam ze samen met Shorter het album Moto Grosso Feio op in New York.
Tijdens haar verblijf in New York speelde ze met vooraanstaande jazzmuzikanten als David Liebman, Steve Grossman, Richie Beirach, Chick Corea en Woody Shaw. Na haar terugkeer naar Europa sloot ze zich gedurende twee jaar aan bij de groep Moshi van Barney Wilen.
In 1973 richtte ze samen met haar vader Jacques Pelzer, saxofonist Steve Houben en de Amerikaanse pianist en zanger Ron Wilson de band Open Sky Unit op. Deze band bleef in verschillende bezettingen actief tot 1994.
In 1977 vestigde ze zich in Parijs, waar ze trouwde met pianist Michel Graillier. Ze speelde regelmatig met Chet Baker en toerde met hem door onder andere Zaïre, New York en Europa. Daarnaast trad ze op met het bigbandorkest van Jacques Hélian en speelde ze mee in de film La Banquière (1980) met Romy Schneider.
Tijdens een festival in Zwitserland in 1982 ontmoette Pelzer gitariste Marie-Ange Martin en contrabassiste Hélène Labarrière. Samen richtten ze het kwartet Ladies First op, dat drie jaar lang optrad op Europese jazzfestivals en in Parijse clubs. Sinds 1993 speelde Pelzer ook in duo met saxofoniste Nelly Pouget en was ze lid van het Julie Monley Quartet.
Ondanks haar invloedrijke rol in de jazzwereld bleef haar naam vaak onderbelicht door foutieve vermeldingen op albumhoezen, zoals bij Moto Grosso Feio, waar haar naam verkeerd werd gespeld als "Michelin Prele".

## Overlijden
Micheline Pelzer overleed op 4 oktober 2014 in Parijs. Tot op het laatst bleef ze actief in de jazzwereld, pendelend tussen Parijs, Luik en Cuba, waar ze regelmatig tijd doorbracht.

## Discografie
- Moto Grosso Feio (1970) – met Wayne Shorter, Chick Corea, Dave Holland, John McLaughlin, Ron Carter en Miroslav Vitous
- Open Sky Unit (1974) – met Jacques Pelzer
- Open Sky Unit – Jazz Jamboree ’74 (1974) – liveopname
- Chet Baker – Broken Wing (1978) – met Chet Baker en Michel Graillier
- Ladies First – Live in Paris (1984) – met Marie-Ange Martin en Hélène Labarrière
- Julie Monley Quartet – Live in Switzerland (1995) – met Julie Monley[3][4][5]

- Bibliothèque nationale de France: cb179451349 (data)
- International Standard Name Identifier: 0000 0001 3360 8651
- Library of Congress Control Number: no2004020828
- MusicBrainz: 843d7976-6a8f-47e9-b907-2219490dfbba
- Virtual International Authority File: 611146997167318890221
- WorldCat: E39PCjBFfC7KcCcqtj74qMpWrC